# 13801 Kohlhase
13801 Kohlhase (1998 VP44) là một thiên thạch vành đai chính được phát hiện ngày 11 tháng 11 năm 1998 bởi trạm thiên văn Lowell của trạm Anderson Mesa. Thiên thạch này được đặt theo tên của Charles Kohlhase, là người đi đầu trong lãnh vực thiết kế, phát triển các của sứ mệnh thám hiểm các hành tinh hơn 4 thập niên tại phòng thí nghiệm Jet Propulsion.